# 中杓鹬
中杓鹬（学名：Numenius phaeopus）为鹬科杓鹬属的鸟类。是一種屬於鷸科（Scolopacidae）的大型涉禽。牠是分布最廣的杓鷸之一，繁殖範圍覆蓋了大部分亞洲和歐洲的亞北極區，最南可達蘇格蘭。這個物種與哈德遜中杓鷸最近被分成兩個獨立物種，儘管一些分類學權威仍然認為牠們是同種異名。该物种的模式产地在瑞典。

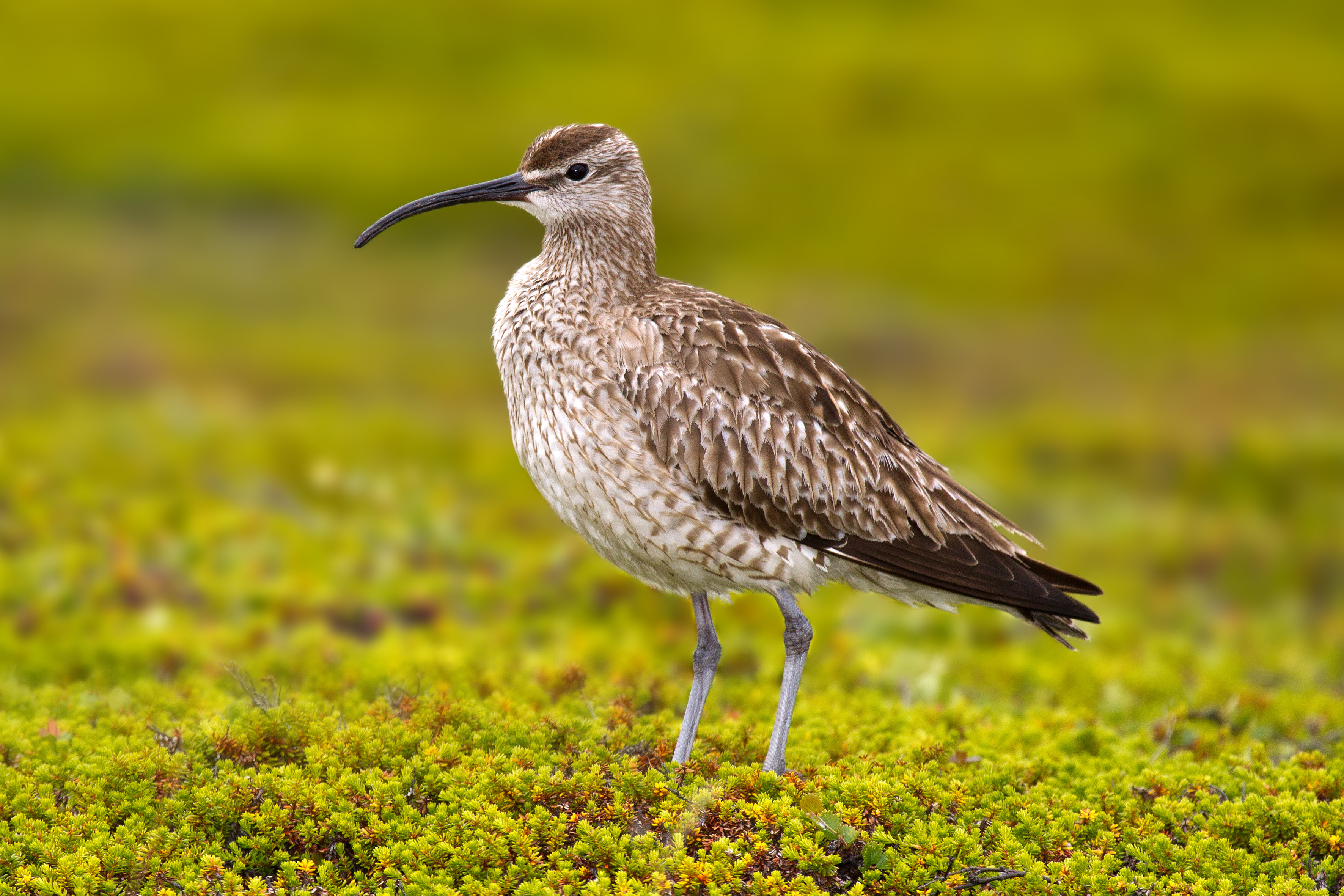

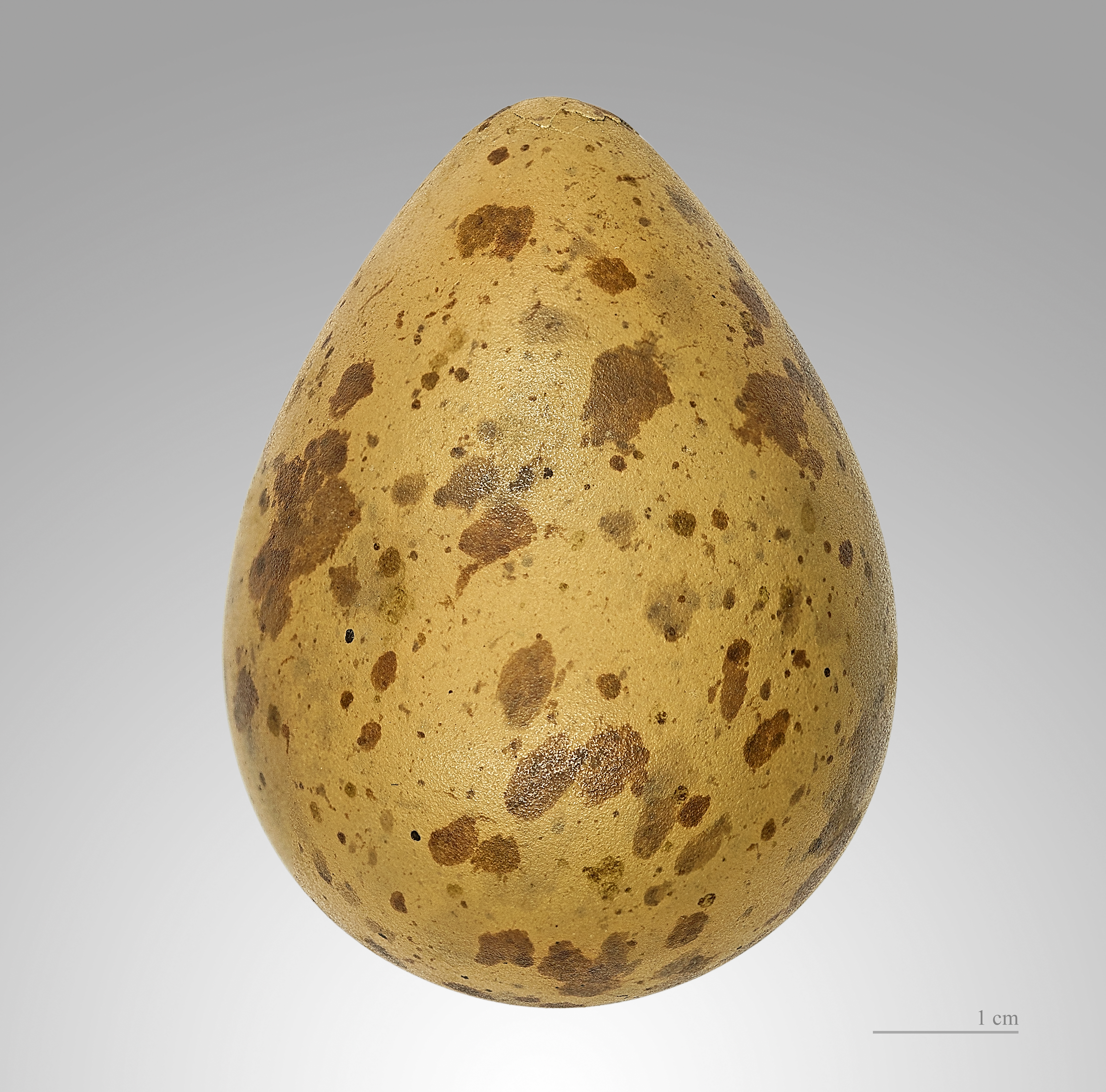
Numenius phaeopus

## 分類
中杓鷸最早由瑞典自然學家卡爾·林奈於1758年在他的《自然系統第10版》（自然系統）中正式描述，並命名為Scolopax phaeopus。現在牠被歸類於由法國鳥類學家馬蒂蘭·雅克·布里松於1760年引入的屬杓鷸屬（Curlew|Numenius）中。屬名Numenius來自古希臘語noumenios，這是一種米利都的赫西丘斯提到的鳥。由於該詞似乎來源於neos，意為“新”，和mene，意為“月亮”，指的是新月形的喙，因此它與杓鷸有關。具體種小名phaeopus來自中世紀拉丁語，是對該鳥的名稱，源自古希臘語phaios，意為“暗色的”，和pous，意為“足”。英文名稱“whimbrel”模仿了這種鳥的叫聲。
目前已確認五個亞種：
- N. p. islandicus Brehm, C.L.，1831年 – 主要在冰島繁殖，也在格陵蘭、法羅群島和蘇格蘭繁殖；主要在西非越冬，但也分布於西南歐洲到貝寧和多哥[8][9][10]
- N. p. phaeopus （歐洲中杓鷸[11]）（Linnaeus，1758年） – 指名，從挪威到西伯利亞中北部繁殖；在非洲和南亞、東南亞越冬。在中国大陆，分布于西藏、香港等地。该物种的模式产地在瑞典。[12]
- N. p. alboaxillaris Lowe，1921年 – 從西哈薩克斯坦到西南西伯利亞繁殖（稀有、瀕危）；在南亞和東亞越冬
- N. p. rogachevae 湯科維奇，2008年 – 在西伯利亞中北部繁殖；在東非和西印度越冬
- N. p. variegatus （Scopoli，1786年） – 在西伯利亞東北部繁殖；從印度到澳大利亞越冬。在中国大陆，分布于东部沿海、西至四川等地。该物种的模式产地在菲律宾。[13]

哈德遜杓鷸（Numenius hudsonicus）以前被認為是同種異名。這兩個物種基於遺傳和羽毛差異被分開。

## 物種差異
中杓鷸傳統上被認為是亞全球性的鳥類，繁殖於俄羅斯和加拿大，然後遷徙到世界各地的海岸過冬。然而，北美洲的中杓鷸被認為與普通中杓鷸有足夠的差異，足以被視為獨立的物種。在2020年，新大陸的中杓鷸被確認為一個獨立的物種，北美洲的中杓鷸被分配到Numenius hudsonicus這個雙名法名稱下。

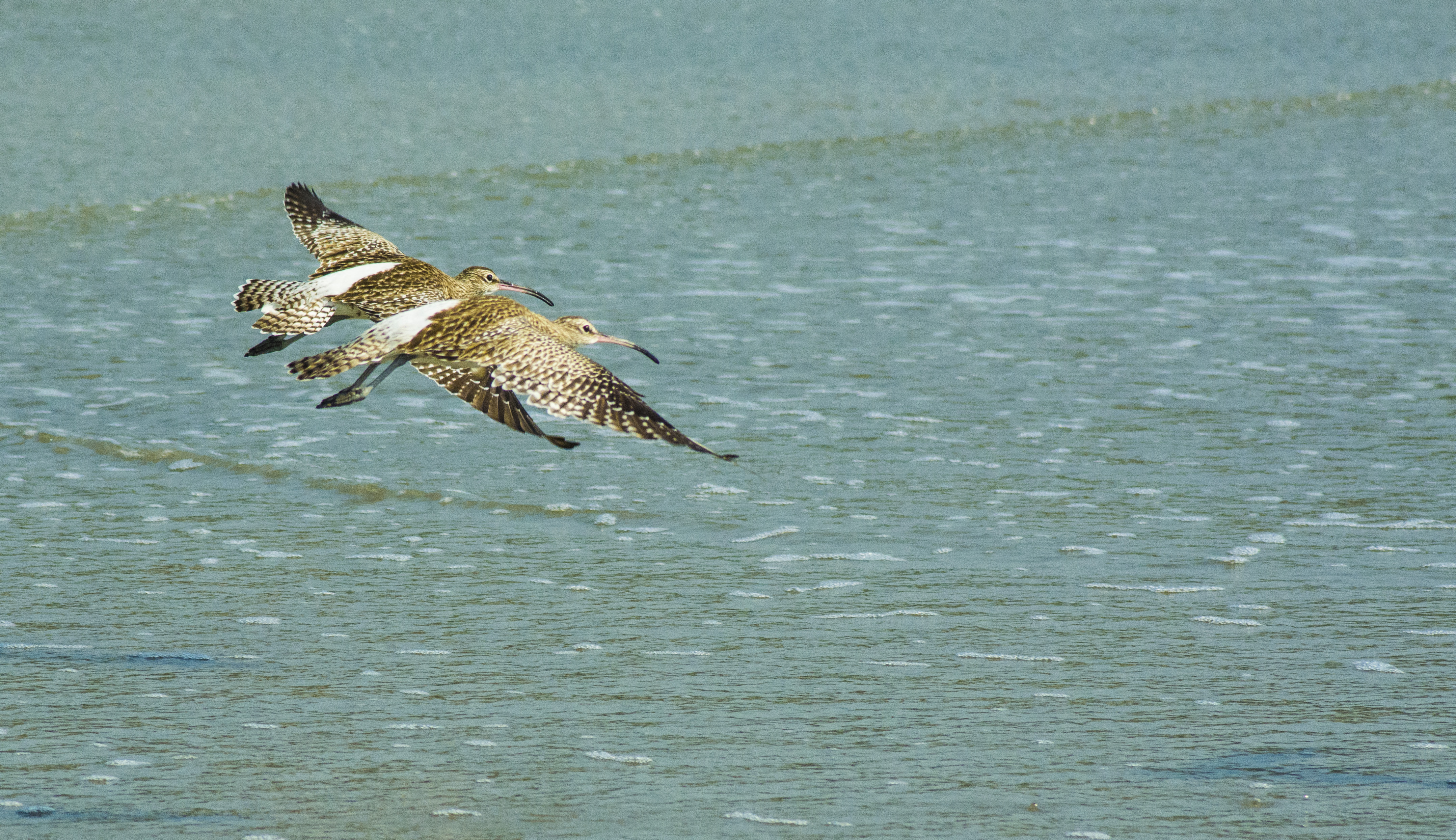
中杓鷸（“Numenius phaeopus”）在印度飛行，可見其獨特的白色臀部

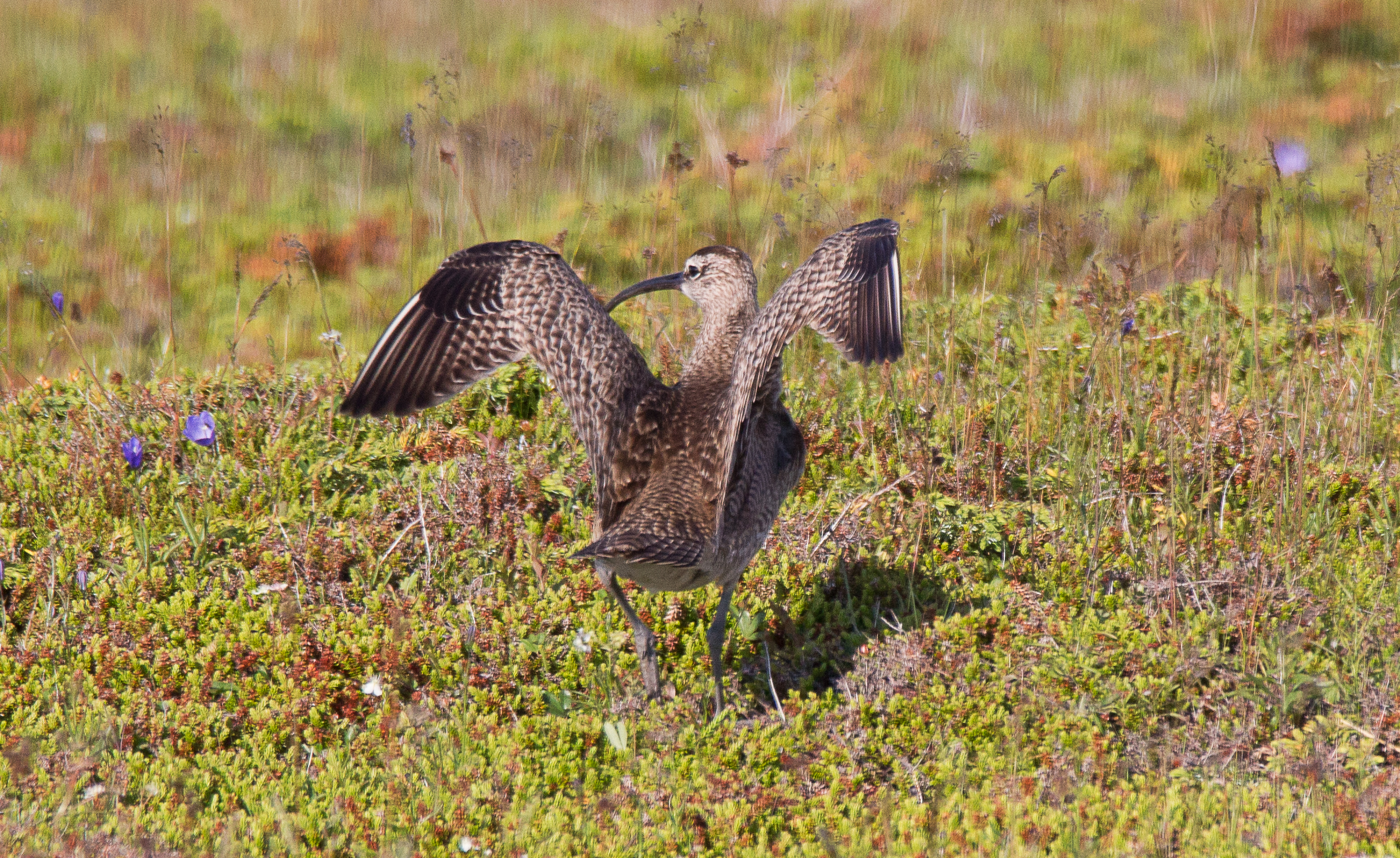
在紐芬蘭、加拿大的一隻哈德森中杓鷸(Numenius hudsonicus)。臀部的圖案與身體其他部位相似

雖然初看非常相似，但舊世界和新大陸的中杓鷸之間有幾個區別特徵。外觀上，新大陸物種的外觀更加“褪色”，在眉紋和頭頂的差異尤為顯著。最明顯的區別可以在鳥的下半部分看到。歐洲和亞洲的中杓鷸在飛行時可以看到主要為白色的腰部，而新大陸的中杓鷸腰部顏色與鳥體其他部分相似——暗棕色並帶有深色條紋。因此，當中杓鷸在遷徙到北美洲時，可能會被稱為“白腰中杓鷸”，而從北美洲遷徙到歐洲的中杓鷸可能會被稱為“哈德遜中杓鷸”。
當地理位置已知時，這兩個物種可能簡單地被稱為中杓鷸。

## 描述
中杓鷸是一種相當大型的涉禽，但在杓鷸屬中屬於中等大小。牠的長度為37—47 cm（15—19英寸），翼展為75—90 cm（30—35英寸），體重為270—493 g（9.5—17.4 oz；0.595—1.087磅）。 牠主要是灰棕色，具有白色的背部和腰部（僅限於亞種N. p. phaeopus和N. p. alboaxillaris），喙長且彎曲，有一個彎折而不是光滑的曲線。牠的通常叫聲是一種起伏的哨音，在唱歌時延長為顫音。這種鳥類在其分布範圍的大部分地區唯一相似的常見物種是體型較大的杓鷸。中杓鷸體型較小，喙較短且下彎，並且有一條頭頂中央條紋和明顯的眉紋。

## 分布與遷徙
中杓鷸是遷徙性鳥類，冬季在非洲和南亞沿海地區及澳大拉西亞過冬。 牠在遷徙期間也是一種沿海鳥類。 在非繁殖季節，牠是相當群居的。這種鳥類可以在愛爾蘭和英國找到，並且在蘇格蘭繁殖，特別是在設得蘭群島、奧克尼群島、外赫布里底群島以及本土的薩瑟蘭和凱瑟尼斯地區。

## 行為與生態

### 繁殖
巢是一個位於苔原或北極沼地上的裸露凹坑。每次產三到五顆蛋。成鳥非常保護巢區，甚至會攻擊過於靠近的人類。

### 食物與覓食
這種鳥類通過在軟泥中探尋小型無脊椎動物和從表面拾取小螃蟹等類似獵物來覓食。在遷徙前，漿果成為牠們飲食的重要部分。也曾觀察到牠捕食昆蟲，特別是青斑蝶。

## 保育
中杓鷸被列入非歐亞遷移性水鳥協定（AEWA）。在19世紀末，對中杓鷸遷徙路線上的狩獵對其種群造成了嚴重影響，牠們的種群自此已經恢復。 牠在IUCN紅色名錄上被列為無危物種，但受到氣候變遷、棲地破壞和對牠有高度敏感性的禽流感爆發的負面影響。
中杓鷸和哈德遜中杓鷸被認為是同種異名。